# 宇治市立木幡中学校
宇治市立木幡中学校（うじしりつ こはたちゅうがっこう）は、京都府宇治市木幡内畑にある公立中学校。

## 概要
1974年に宇治市立東宇治中学校から分離・開校した中学校で、宇治市北東部の木幡地区に位置している。2011年度の全校生徒数は約1000人で、市立中学校で最も多くなっていたが、2012年に黄檗中学校が開校したため、同年以降は1000人を切っている。
他の市立中学校と同様に学校給食は実施されていない。
通称「こはちゅう」または「こわちゅう」。

## 沿革
- 1974年4月 - 開校
- 1974年12月 - 体育館竣工
- 1977年2月 - 校歌制定
- 1979年2月 - 校舎（3階建て6教室）を増築
- 1983年3月 - 校舎を増築
- 1987年1月 - 第二体育館竣工
- 1996年 - 大規模改造工事竣工
- 1999年 - 大規模改造工事竣工
- 2002年4月 - 視覚障害学級「のぞみ学級」を開設
- 2008年 - AEDを設置
- 2012年4月 - 黄檗中学校を分離。

## 通学区域
以下の小学校区を通学区域とする。
- 宇治市立木幡小学校（全域）
- 宇治市立御蔵山小学校（全域）
- 宇治市立岡屋小学校（木幡地区）
- 宇治市立笠取小学校（全域）
- 宇治市立笠取第二小学校（全域）

### 過去
- 宇治市立宇治小学校（木幡地区。2011年度入学生まで）

## 交通
- JR奈良線 木幡駅下車
- 京阪宇治線 木幡駅下車

## 周辺施設
- パナソニック エレクトロニックデバイス
- 木幡池

## 通学区域が隣接している学校
- 宇治田原町立維孝館中学校
- 宇治市立東宇治中学校
- 宇治市立黄檗中学校
- 京都市立桃山中学校
- 京都市立栄桜小中学校
- 京都市立春日丘中学校
- 京都市立醍醐中学校
- （滋賀県）大津市立石山中学校
- （滋賀県）大津市立南郷中学校